# Kasztelan

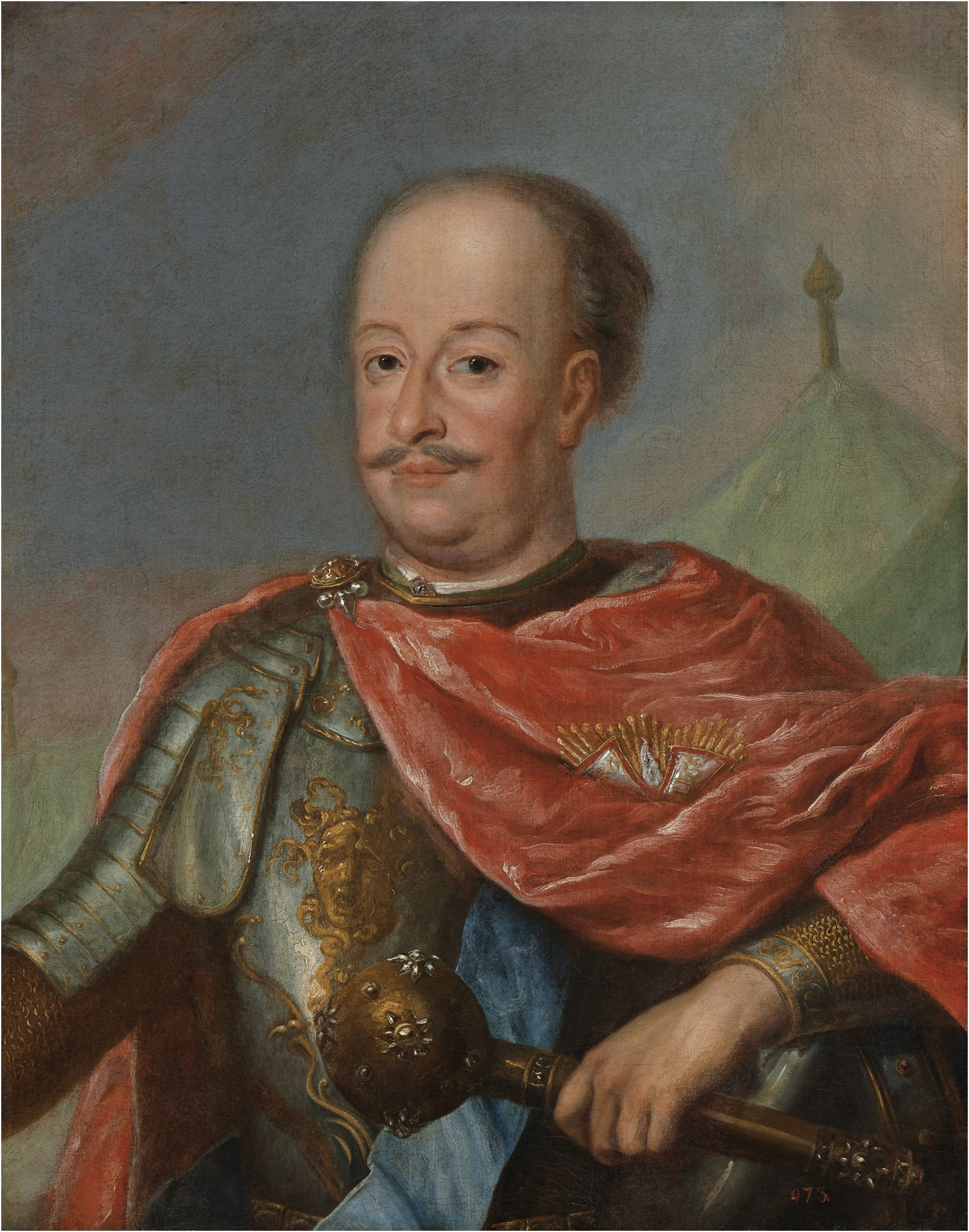
Adam Mikołaj Sieniawski, kasztelan krakowski. Portret nieznanego autorstwa z XVIII wieku.

Kasztelan (łac. comes castellanus) – urzędnik ziemski w średniowiecznej Polsce, wcześniej określany jako komes grodowy lub żupan; nazwa „kasztelan” pojawiła się w XII wieku. Jego rolą było zajmowanie się administracją gospodarczą (ściąganiem danin na rzecz panującego), obroną i sądownictwem na terenie kasztelanii. Kasztelanowi podlegali: chorąży, wojski, sędzia grodowy i włodarz. W hierarchii kasztelan stał niżej od wojewody.

## Historia
Od początku XIII wieku w źródłach pochodzących z dawnych ziem polskich pojawia się wzmianka o urzędzie kasztelana i o zarządzanym przez niego okręgu – kasztelanii. Organizacyjny wzór kasztelanii prawdopodobnie zaczerpnięto z Czech, a w XII w. przeniesiono go z Polski na Pomorze. Na ogół przyjmuje się jednak, że kasztelan był zwyczajną kontynuacją urzędu „pana grodowego”, ale pod zmienioną nazwą. W tym samym czasie w Niemczech cesarz Konrad III dokonał reformy administracji i utworzył urząd burgrabiego. Według niektórych źródeł przy tworzeniu urzędu kasztelana Piastowie mogli opierać się na wzorach niemieckich.
Okręgi kasztelańskie były zazwyczaj dużo mniejsze od okręgów swych funkcjonalnych poprzedników, choć zależało to od regionu. W ziemi krakowskiej istniało 6 kasztelanii, w sandomierskiej 4, w sieradzkiej 3, natomiast w Wielkopolsce ich liczba dochodziła do 30, na Kujawach i ziemi dobrzyńskiej do 13, a na Śląsku aż 60.

### Funkcje
Podstawowym zadaniem kasztelana była obrona zamku, grodu lub dworu obronnego (ogólnie nazywanych kasztelem), będącego ośrodkiem kasztelanii.
Kompetencje kasztelana były bardzo szerokie; obejmowały sądownictwo, skarbowość, zarząd dóbr książęcych, a także kwestie związane z wojskowością. W sprawowaniu tych wszystkich funkcji wspomagali go:
- Chorąży (vexillifer) – odpowiedzialny za gromadzenie rycerstwa do walki.
- Włodarz (vilicus) – zajmujący się sprawami gospodarczymi.
- Wojski (tribunus) – zastępujący go w sprawach wojskowych.
- Sędzia grodowy (iudex castri) – zastępujący go w sądzeniu.

Część dochodów z danin i opłat sądowych przypadała kasztelanom jako uposażenie związane ze sprawowanym urzędem.

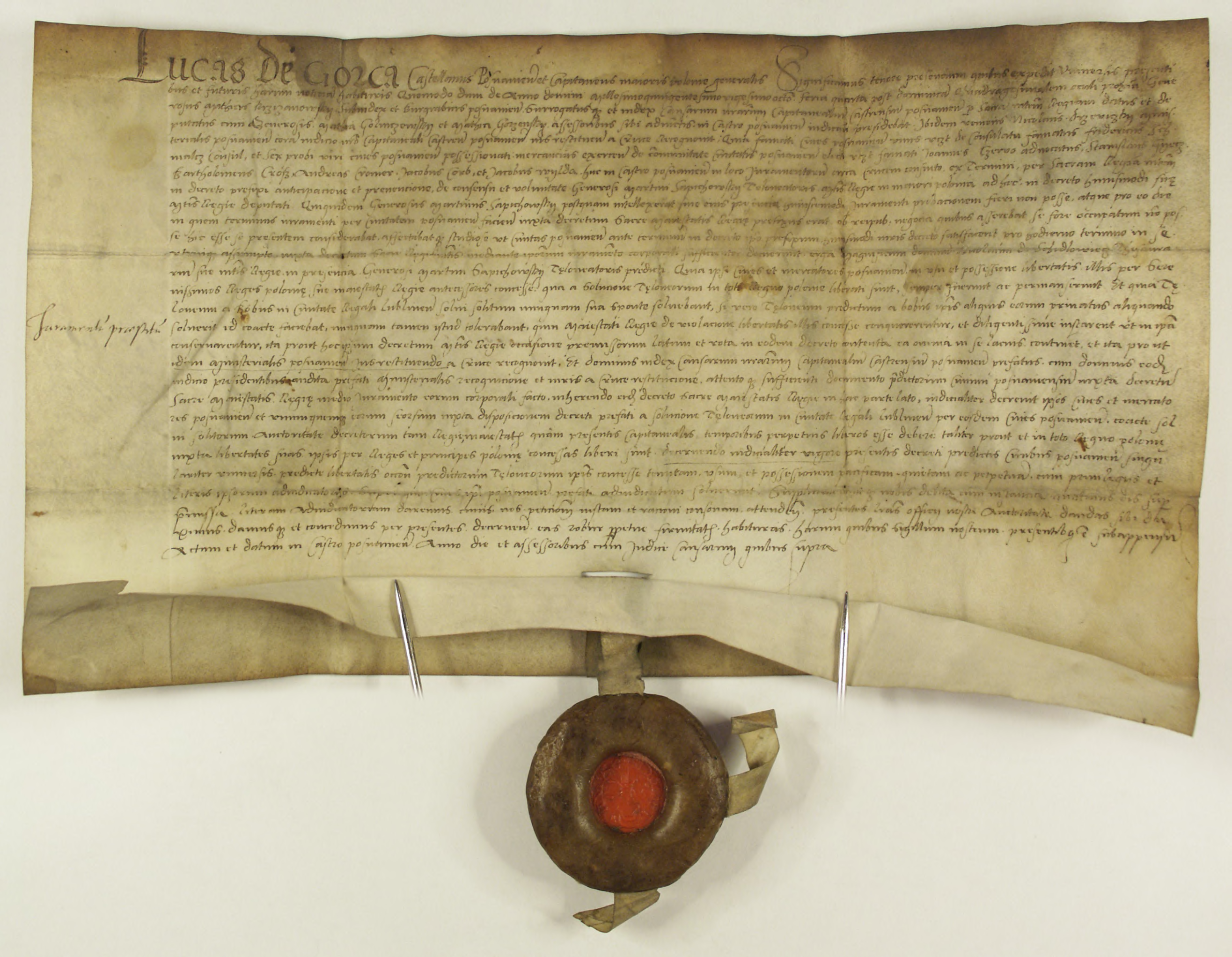
Zaświadczenie Łukasza Górki, kasztelana poznańskiego, o pobraniu opłat celnych na komorze lubelskiej od kupców. Dokument z 18 marca 1528 roku.
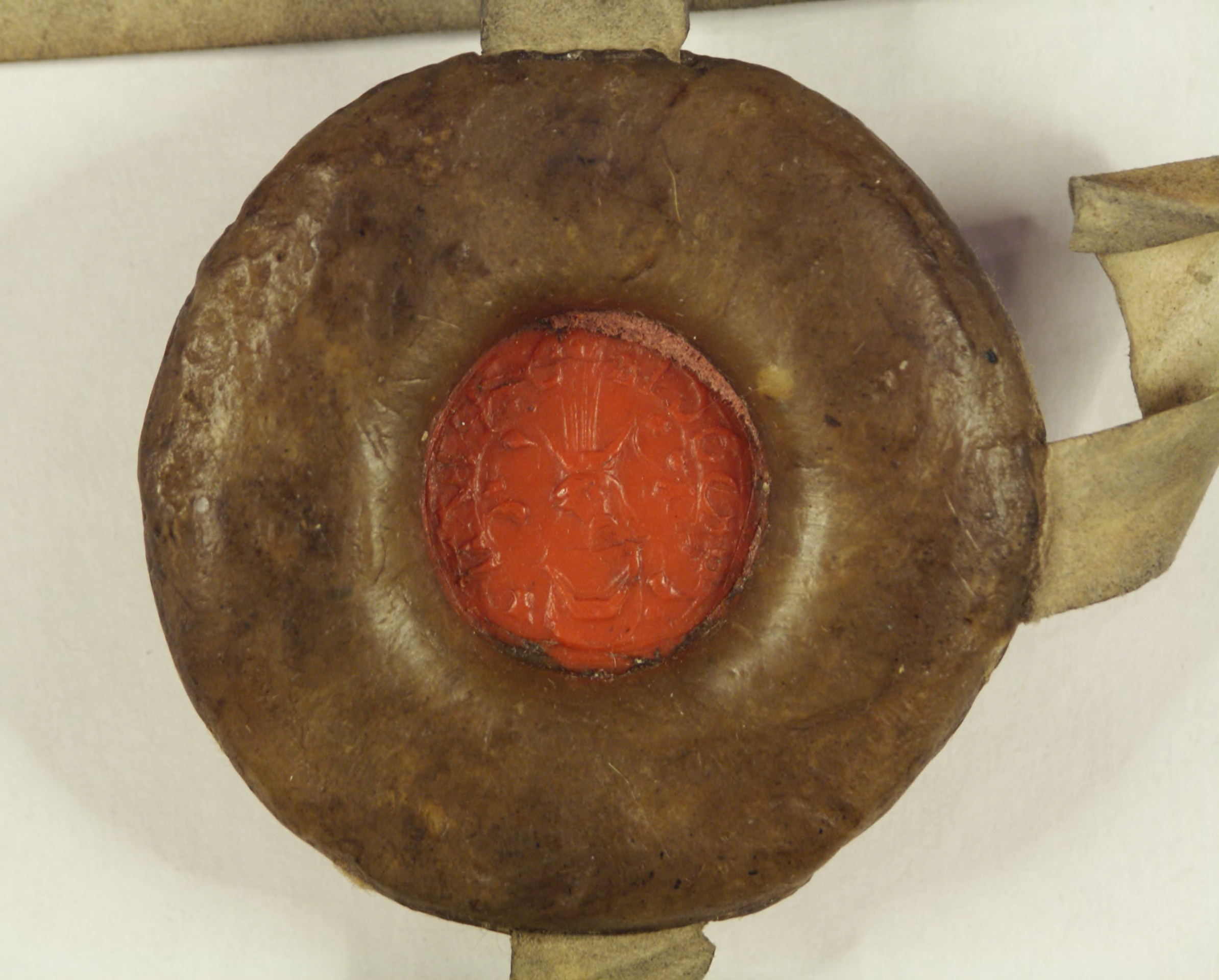
Woskowa pieczęć z herbem Łodzia, należąca do Łukasza Górki, zawieszona na pasemku pergaminu.
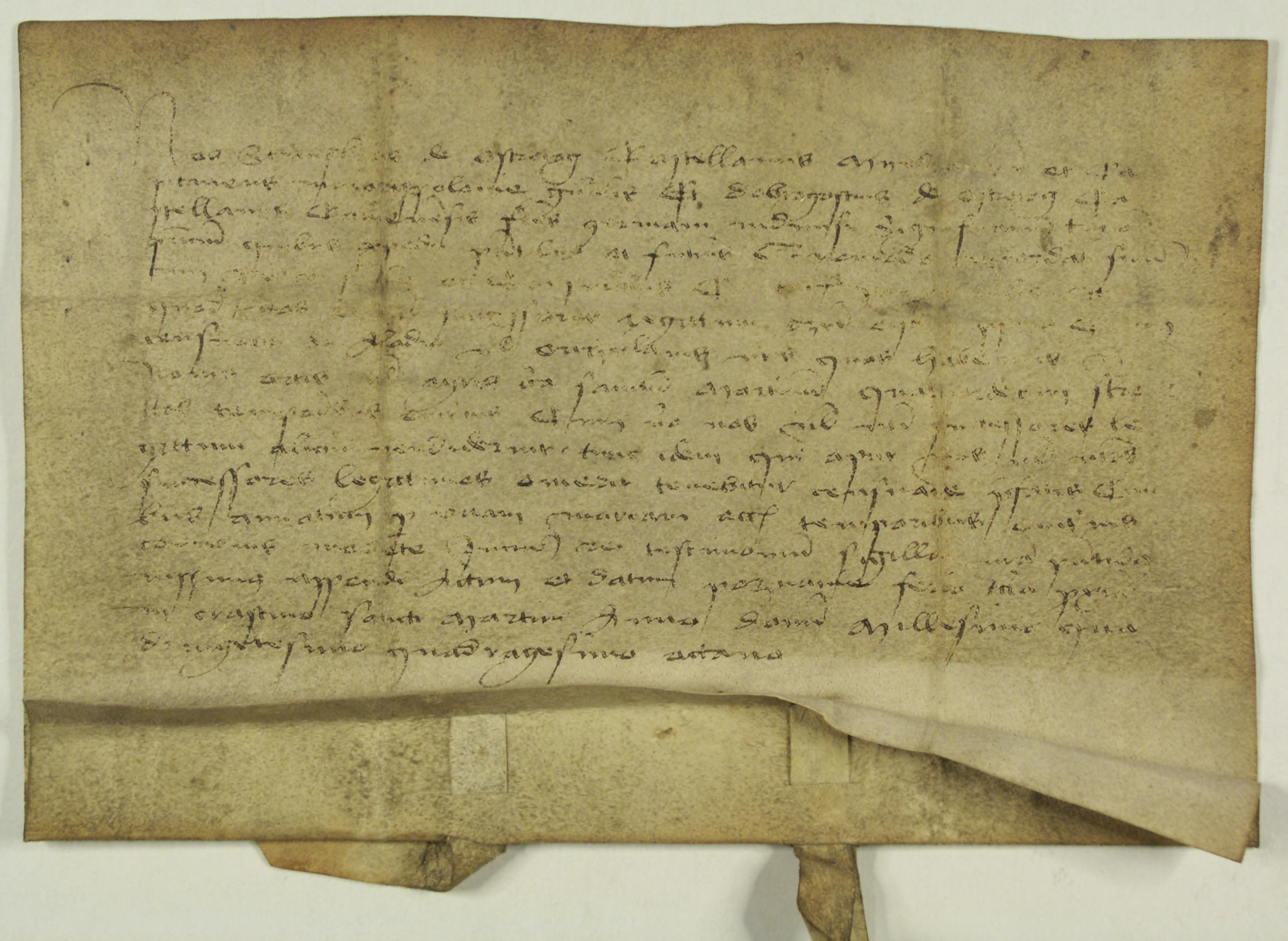
Zapis czynszu na folwarku i ogrodach dla rady Poznania. Sporządzony przez braci kasztelanów, Stanisława i Dobrogosta Ostrorogów. Dokument z 1448 roku.

### Istotność urzędu
Pozycja kasztelana, początkowo wysoka, zaczęła spadać wraz z postępami rozdrobnienia – coraz mniejsze księstwa nie potrzebowały licznej administracji lokalnej. Ponadto nadawanie immunitetów wyłączało spod administracji kasztelana ogromne obszary terenów. W końcowym okresie rozbicia dzielnicowego kasztelan stał się urzędem honorowym, bez żadnej realnej władzy. Wprowadzenie urzędu starosty w czasie panowania czeskiego pozbawiło kasztelana resztek władzy, a podział na kasztelanie został zastąpiony przez podział na powiaty. Proces ten ułatwiało przyłączenie do Polski terenów Rusi, na której ów urząd nigdy nie istniał. Ostatnie uprawnienia sądowe kasztelana zostały przeniesione na sądy ziemskie w 1454 roku. Władysław Łokietek podjął w pierwszych latach swych rządów próbę likwidacji kasztelanii poprzez ich nieobsadzanie (przede wszystkim w Wielkopolsce). Proces ten zahamował Kazimierz Wielki. Wraz z upadkiem znaczenia kasztelana znaczenie utraciły także jego urzędy pomocnicze.

## Hierarchia
Wśród urzędów senatorskich I Rzeczypospolitej najwyższą pozycję między senatorami świeckimi miał kasztelan krakowski, wyższą nawet od wojewodów. Kasztelanowie wileński i trocki także zasiadali pomiędzy wojewodami. Za wojewodami siedziało trzydziestu jeden kasztelanów większych (krzesłowych):
kasztelan poznański, kasztelan sandomierski (sandomirski), kasztelan kaliski, kasztelan wojnicki, kasztelan gnieźnieński, kasztelan sieradzki, kasztelan łęczycki, kasztelan żmudzki, kasztelan brzeski (kujawski, brzeskokujawski), kasztelan kijowski, kasztelan inowrocławski, kasztelan lwowski, kasztelan wołyński, kasztelan kamieniecki (kamienicki-podolski), kasztelan smoleński, kasztelan lubelski, kasztelan połocki (połocki), kasztelan bełski (bełzki), kasztelan nowogrodzki, kasztelan płocki, kasztelan witebski, kasztelan czerski, kasztelan żarnowski, kasztelan podlaski, kasztelan rawski, kasztelan brzeski (litewski, brzeskolitewski), kasztelan chełmiński, kasztelan mścisławski, kasztelan elbląski, kasztelan bracławski, kasztelan gdański i kasztelan miński.
Za nimi plasowali się kasztelanowie mniejsi nazywani też drążkowymi, gdyż zasiadali w izbie senatorskiej na końcu i nie na krzesłach, ale na wąskich ławach pod ścianą. Dopiero w 1775 r. zniesiono tę dyskryminację. Było ich czterdziestu dziewięciu. W kolejności byli to:
k. inflancki; k. czernihowski; k. sandecki (sądecki); k. międzyrzecki; k. wiślicki; k. biecki; k. rogoziński; k. radomski; k. zawichostski (zawichojski); k. lendzki (lądzki); k. szremski (śremski); k. żarnowski; k. małogoski; k. wieluński; k. przemyski; k. halicki; k. sanocki; k. chełmski; k. dobrzyński; k. połaniecki; k. przementski (przemęcki); k. krzywiński; k. czechowski; k. nakielski; k. rozbirski (rospierski); k. biechowski; k. bydgoski; k. brzeziński; k. kruświcki (kruszwicki); k. oświęcimski; k. kamiński (kamieński); k. spicimirski (spicymierski); k. inowłodzki; k. kowalski; k. santocki; k. sochaczewski; k. warszawski; k. goślicki (gostyniński); k. wiski; k. raciązki (raciąski); k. sierpecki; k. wyszogrodzki; k. rypiński; k. zakroczymski; k. ciechanowski; k. liwski, k. stoński (słoński); k. lubaczowski (lunaczowski). Później utworzono także urzędy k. wendeckiego (wendeńskiego), dorpackiego (derpskiego) i parnawskiego.
Na samym końcu senatorskich urzędów ziemskich znajdowało się trzech tzw. „kasztelanów konarskich” (koniuszych); konarski sieradzki, konarski łęczycki i konarski inowłocławski. Do XIV wieku „kasztelan konarski” był synonimem urzędnika o nazwie koniuszy. Po latach zapomniano jednak o tej nazwie; zachowała się tylko w trzech ziemiach (Kujawy, w. łęczyckie, w. sieradzkie). Jednakże nawet w tych regionach nie pamiętano, że nazwa ta odnosi się właśnie do koniuszych. Uznano więc, że urząd „kasztelan konarski” to kasztelan z miejscowości o nazwie Konary. W okresie powstania senatu włączano do niego wszystkich senatorów mniejszych, a trzech „kasztelanów konarskich” zostało zaliczonych w poczet kasztelanów. Jak pisze Zbigniew Góralski:

„W ten sposób drogą omyłki nigdy nie sprostowanej, w Senacie Rzeczypospolitej obok najwyższych urzędników państwa i magnatów zasiadło trzech koniuszych z tytułu praktycznie nieistniejącego urzędu”.

Tradycyjnie dzieciom kasztelanów przysługiwały tytuły odojcowskie. Dla synów tytułem takim był kasztelanic, a dla córek kasztelanka.

## Rodzaje kasztelanów
| Kasztelan                    | Województwo                            |
| ---------------------------- | -------------------------------------- |
| Kasztelan bełski             | Województwo bełskie                    |
| Kasztelan lubaczowski        | Województwo bełskie                    |
| Kasztelan buski              | Województwo bełskie                    |
| Kasztelan brzeskokujawski    | Województwo brzeskokujawskie           |
| Kasztelan kruszwicki         | Województwo brzeskokujawskie           |
| Kasztelan kowalski           | Województwo brzeskokujawskie           |
| Kasztelan konarskokujawski   | Województwo brzeskokujawskie           |
| Kasztelan brzeskolitewski    | Województwo brzeskolitewskie           |
| Kasztelan piński             | Województwo brzeskolitewskie           |
| Kasztelan bracławski         | Województwo bracławskie                |
| Kasztelan chełmiński         | Województwo chełmińskie                |
| Kasztelan czernihowski       | Województwo czernihowskie              |
| Kasztelan inflancki          | Województwo inflanckie                 |
| Kasztelan dorpacki           | Województwo inflanckie                 |
| Kasztelan inowrocławski      | Województwo inowrocławskie             |
| Kasztelan dobrzyński         | Województwo inowrocławskie             |
| Kasztelan bydgoski           | Województwo inowrocławskie             |
| Kasztelan rypiński           | Województwo inowrocławskie             |
| Kasztelan słoński            | Województwo inowrocławskie             |
| Kasztelan kaliski            | Województwo kaliskie                   |
| Kasztelan gnieźnieński       | Województwo kaliskie                   |
| Kasztelan lędzki             | Województwo kaliskie                   |
| Kasztelan nakielski          | Województwo kaliskie                   |
| Kasztelan biechowski         | Województwo kaliskie                   |
| Kasztelan kamiński           | Województwo kaliskie                   |
| Kasztelan kijowski           | Województwo kijowskie                  |
| Kasztelan żytomierski        | Województwo kijowskie                  |
| Kasztelan owrucki            | Województwo kijowskie                  |
| Kasztelan krakowski          | Województwo krakowskie                 |
| Kasztelan wojnicki           | Województwo krakowskie                 |
| Kasztelan sądecki            | Województwo krakowskie                 |
| Kasztelan biecki             | Województwo krakowskie                 |
| Kasztelan oświęcimski        | Województwo krakowskie                 |
| Kasztelan łęczycki           | Województwo łęczyckie                  |
| Kasztelan brzeziński         | Województwo łęczyckie                  |
| Kasztelan inowłodzki         | Województwo łęczyckie                  |
| Kasztelan konarski łęczycki  | Województwo łęczyckie                  |
| Kasztelan lubelski           | Województwo lubelskie                  |
| Kasztelan łukowski           | Województwo lubelskie                  |
| Kasztelan elbląski           | Województwo malborskie                 |
| Kasztelan czerski            | Województwo mazowieckie                |
| Kasztelan mazowiecki         | Województwo mazowieckie                |
| Kasztelan warszawski         | Województwo mazowieckie                |
| Kasztelan wiski              | Województwo mazowieckie                |
| Kasztelan wyszogrodzki       | Województwo mazowieckie                |
| Kasztelan zakroczymski       | Województwo mazowieckie                |
| Kasztelan ciechanowski       | Województwo mazowieckie                |
| Kasztelan liwski             | Województwo mazowieckie                |
| Kasztelan miński             | Województwo mińskie                    |
| Kasztelan mozyrski           | Województwo mińskie                    |
| Kasztelan mścisławski        | Województwo mścisławskie               |
| Kasztelan nowogrodzki        | Województwo nowogrodzkie               |
| Kasztelan słonimski          | Województwo nowogrodzkie               |
| Kasztelan wołkowyski         | Województwo nowogrodzkie               |
| Kasztelan parnawski          | Województwo parnawskie                 |
| Kasztelan podlaski           | Województwo podlaskie                  |
| Kasztelan kamieniecki        | Województwo podolskie                  |
| Kasztelan płocki             | Województwo płockie                    |
| Kasztelan raciąski           | Województwo płockie                    |
| Kasztelan sierpski           | Województwo płockie                    |
| Kasztelan połocki            | Województwo połockie                   |
| Kasztelan gdański            | Województwo pomorskie                  |
| Kasztelan poznański          | Województwo poznańskie                 |
| Kasztelan międzyrzecki       | Województwo poznańskie                 |
| Kasztelan rogoziński         | Województwo poznańskie                 |
| Kasztelan śremski            | Województwo poznańskie                 |
| Kasztelan przemęcki          | Województwo poznańskie                 |
| Kasztelan krzywiński         | Województwo poznańskie                 |
| Kasztelan santocki           | Województwo poznańskie                 |
| Kasztelan rawski             | Województwo rawskie                    |
| Kasztelan sochaczewski       | Województwo rawskie                    |
| Kasztelan gostyniński        | Województwo rawskie                    |
| Kasztelan lwowski            | Województwo ruskie                     |
| Kasztelan przemyski          | Województwo ruskie                     |
| Kasztelan halicki            | Województwo ruskie                     |
| Kasztelan sanocki            | Województwo ruskie                     |
| Kasztelan chełmski           | Województwo ruskie                     |
| Kasztelan sandomierski       | Województwo sandomierskie              |
| Kasztelan wiślicki           | Województwo sandomierskie              |
| Kasztelan radomski           | Województwo sandomierskie              |
| Kasztelan zawichojski        | Województwo sandomierskie              |
| Kasztelan żarnowski          | Województwo sandomierskie              |
| Kasztelan małogoski          | Województwo sandomierskie              |
| Kasztelan połaniecki         | Województwo sandomierskie              |
| Kasztelan czechowski         | Województwo sandomierskie              |
| Kasztelan sieradzki          | Województwo sieradzkie                 |
| Kasztelan wieluński          | Województwo sieradzkie                 |
| Kasztelan rozpierski         | Województwo sieradzkie                 |
| Kasztelan spicymierski       | Województwo sieradzkie                 |
| Kasztelan konarski sieradzki | Województwo sieradzkie                 |
| Kasztelan smoleński          | Województwo smoleńskie                 |
| Kasztelan starodubowski      | Województwo smoleńskie                 |
| Kasztelan trocki             | Województwo trockie                    |
| Kasztelan grodzieński        | Województwo trockie                    |
| Kasztelan kowieński          | Województwo trockie                    |
| Kasztelan merecki            | Województwo trockie                    |
| Kasztelan wendeński          | Województwo wendeńskie                 |
| Kasztelan wileński           | Województwo wileńskie                  |
| Kasztelan brasławski         | Województwo wileńskie                  |
| Kasztelan lidzki             | Województwo wileńskie                  |
| Kasztelan oszmiański         | Województwo wileńskie                  |
| Kasztelan wiłkomierski       | Województwo wileńskie                  |
| Kasztelan witebski           | Województwo witebskie                  |
| Kasztelan orszański          | Województwo witebskie                  |
| Kasztelan wołyński           | Województwo wołyńskie                  |
| Kasztelan żmudzki            | Województwo żmudzkie/Księstwo Żmudzkie |